# Osterhaus (Schiff)
Die USS Osterhaus (DE-164) war ein Geleitzerstörer der U.S. Navy während des Zweiten Weltkrieges und das bisher einzige Schiff, das diesen Namen trug. Sie gehörte zur Cannon-Klasse und war nach Rear-Admiral Hugo Osterhaus benannt.
Taufpatin des Schiffes war Mrs. Helen Osterhaus, eine Enkelin des Namensgebers; erster Kommandant wurde Commander Rowland H. Groff (US Navy Reserve).
Bauwerft war die Federal Shipbuilding and Dry Dock Co. in Port Newark, (New Jersey)
Nach der Ausbildungsfahrt im Gebiet des Great Sound (Bermuda) lief die Osterhaus am 21. August 1943 aus New York City aus, um ihre erste Mission in den Gewässern vor Espiritu Santo (Neue Hebriden) anzutreten. Nach dem Eintreffen am 3. Oktober unternahm der Zerstörer wiederholt Geleitschutzaufgaben zwischen den vorgeschobenen Stützpunkten der Neuen Hebriden und Neu Kaledonien zu den verschiedenen Frontabschnitten im Bereich der Salomonen.
Während einer Patrouillenfahrt vor Kola Point an der Küste von Guadalcanal griffen am Morgen des 11. Oktober 1943 zwei tieffliegende japanische Torpedobomber die Frachtschiffe SS George Bliss and SS John H. Couch an. Die Couch erhielt einen Treffer und begann zu brennen. Sie wurde daraufhin von der Osterhaus und der USS Bebas (DE–10) abgesichert; von den Zerstörern wurden in den folgenden beiden Tagen Lösch- und Rettungspersonal an Bord des Handelsschiffes kommandiert. Schlussendlich konnte das Feuer gelöscht und die wertvolle Fracht aus Munition, Ausrüstung und Pioniergrät gerettet werden.
In den folgenden Monaten eskortierte der Zerstörer Truppentransporter und Versorgungsschiffe von Nachschubbasen nach Guadalcanal und Bougainville Island, unterbrochen wurden diese Geleitfahrten von Unterseeboot-Abwehrpatrouillen zwischen Guadalcanal und den Fidschi-Inseln.
Nachdem die Vorbereitungen für die amphibischen Landungen auf den Marianen abgeschlossen waren, nahm die „Osterhaus“ Kurs von Guadalcanal nach Eniwetok auf den Marshallinseln, um hier Truppentransporte abzuschirmen. Nach der Ankunft am 18. Juni 1944 verließ das Schiff den Hafen am nächsten Tag wieder, um einen Versorgungstransport in das Gebiet östlich von Saipan zu eskortieren. Während dieser Fahrt kam es zu keiner Feindberührung.
Am 23. Juli 1944 begann von Eniwtok aus eine erneute Geleitfahrt, die einen Truppenkonvoi nach Guam führte, das am 29. Juli erreicht wurde. Am nächsten Tag begann die Landungsoperation in der Agat Bay. Mit der Escort Division Eleven trat die „Osterhaus“ am Abend des 30. Juli die Rückfahrt nach Eniwetok an. Von dort lief sie am 20. August 1944 aus, um ihre Operationsbasis nach Seeadler Harbor auf Manus (Admiralitätsinseln) zu verlegen. Von hier aus geleitete das Flaggschiff der Escort Division Eleven am 6. September drei Geleitflugzeugträger und eine Anzahl an Flottentankern zu einem Treffpunkt mit der Fast Carrier Task Force. Nach dem Eintreffen im vorbestimmten Gebiet am 11. September wurde die Fast Carrier Task Force von diesem Konvoi mit Material und Ausrüstung beliefert, was der Vorbereitung zum Angriff auf die Westlichen Carolinen und die Philippinen diente. Am 20. November 1944 verließ die „Osterhaus“ Seeadler Harbor und lief über Hawaii zurück nach San Francisco, wo sie am 13. Dezember 1944 eintraf. Dort wurde sie zur Überholung nach dem Terminal Island Shipyard in San Pedro verlegt. Danach fuhr sie nach Pearl Harbor, wo sie am 23. April 1945 eintraf. Von hier aus fuhr der Zerstörer im Geleit eines Konvois aus Transportern und Handelsschiffen über die Marshallinseln nach Ulithi auf den Karolinen, wo er am 9. Juni 1945 eintraf. Danach führte die Osterhaus bis zum Kriegsende Geleitschutzaufgaben zwischen den Karolinen, den Marianen und den Marshallinseln durch. Mit der Escort Division Eleven verließ sie Kwajalein Lagoon am 16. September und lief über Pearl Harbor, San Diego und den Panamakanal nach New York City, wo sie am 27. Oktober 1945 eintraf. Es erfolgte die Verlegung nach Green Cove Springs in Florida mit der Außerdienststellung am 26. Juni 1946. Die Osterhaus verblieb bis zum 1. November 1972 in der Reserve und wurde danach aus der Schiffliste gestrichen. Am 30. Mai 1974 wurde das Schiff auf Abbruch verkauft.
Für ihre Verdienste wurden der Osterhaus zuerkannt:
- drei Battle Stars
- das Combat Action Ribbon
- die American Campaign Medal
- die Arctic-Pacific Campaign Medal mit drei Sternen
- die World War II Victory Medal
- die Philippines Liberation Medal